# Deiseler Tunnel
Der Deiseler Tunnel, auch Trendelburg-Tunnel oder Carlsbahntunnel genannt, nahe Deisel im nordhessischen Landkreis Kassel ist ein 202 m langer, einstiger Eisenbahntunnel der Carlsbahn. 1846 bis 1847 erbaut ist er der älteste Eisenbahntunnel Hessens. Der Tunnel und sein Wärterhaus sind Kulturdenkmäler nach dem Hessischen Denkmalschutzgesetz. Seit 2014 führen Rad- und Wanderwege durch den Tunnel.

## Geographische Lage

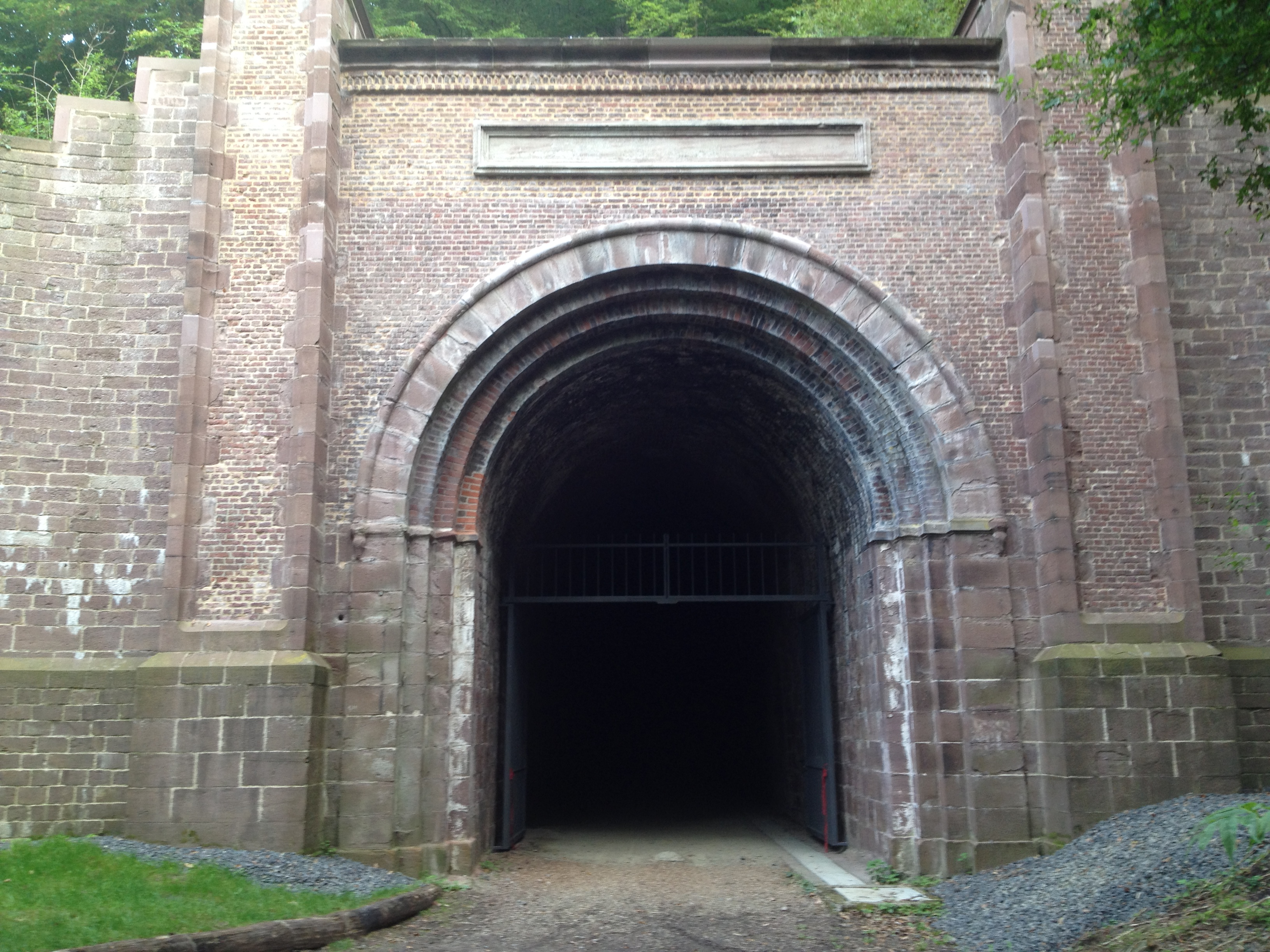
Südportal des Deiseler Tunnels

Der Deiseler Tunnel liegt rund 1,1 km (Luftlinie) östlich von Deisel, einem nordnordwestlichen Ortsteil von Trendelburg. Er unterführt den teils bewaldeten Kesselberg, der als westnordwestlicher Hangsporn des zum Reinhardswald gehörenden Brautsteins (209,4 m ü. NHN) westlich etwa u-förmig von einer Flussschleife der Diemel umflossen wird; der Fluss verläuft in Tunnelnähe auf minimal etwa 112 m Höhe.

## Tunneldaten

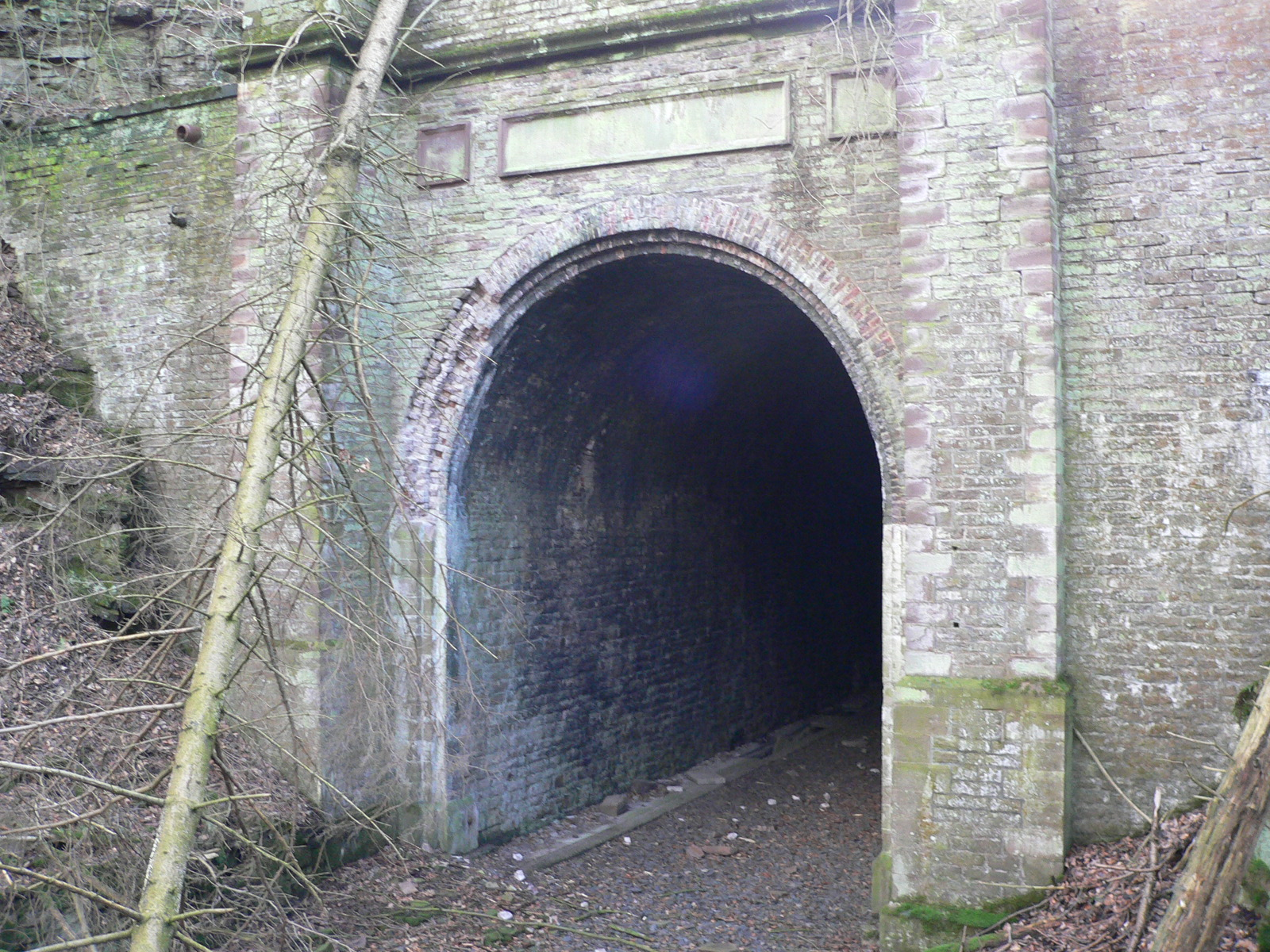
Nordportal vor der Sanierung

Die Länge des 202 m langen Deiseler Tunnels wird teilweise mit 264 m angegeben. Der damals eingleisige Tunnel ist leicht bogenförmig, 6,05 m hoch und 4,60 m breit. Seine Überdeckung beträgt im Rahmen des Kesselbergs rund 20 m. Mit minimaler Neigung befindet sich der Tunnel bei Streckenkilometer 7,6 der Carlsbahn auf rund 120 m Höhe.

## Geschichte

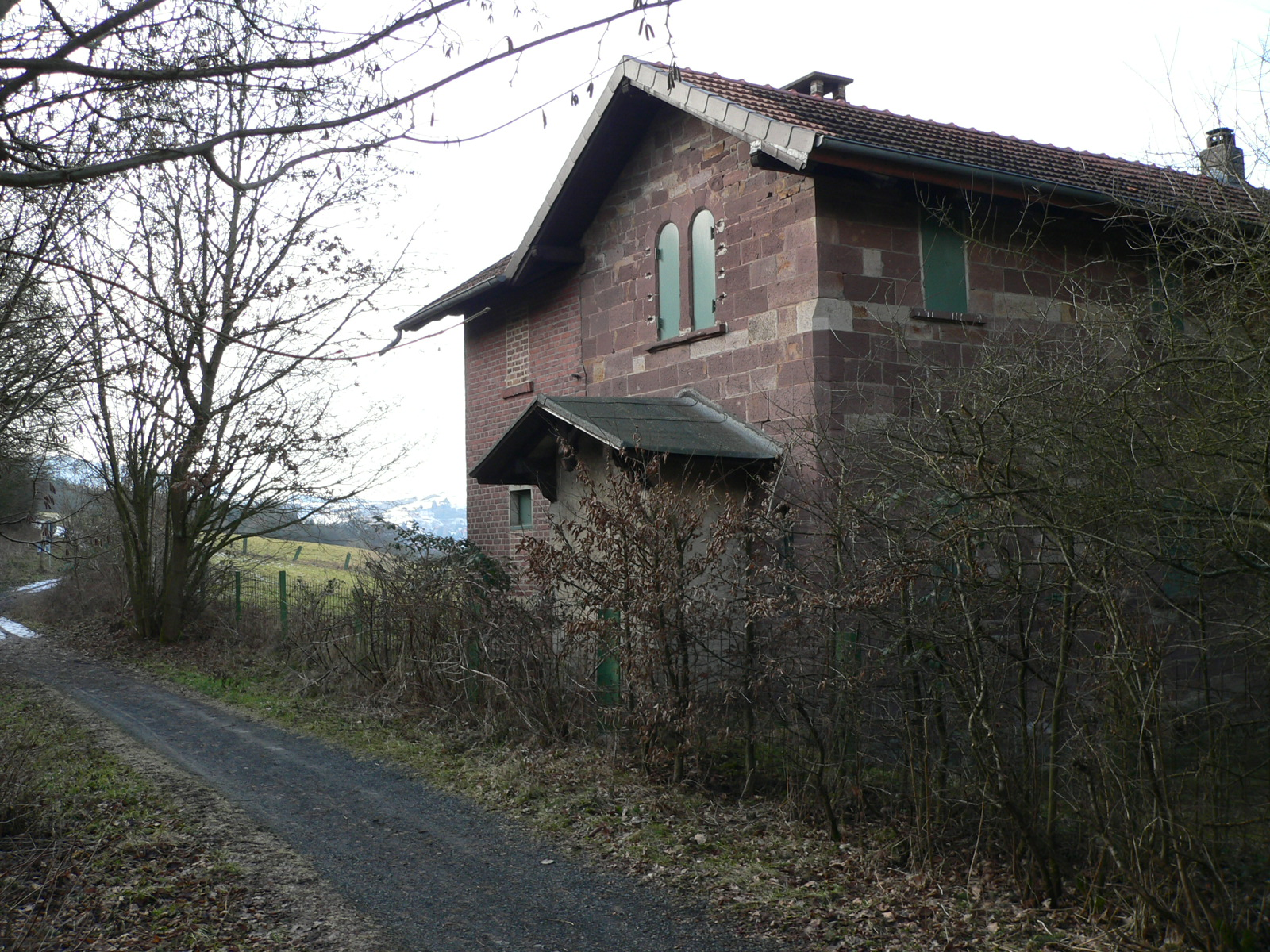
Tunnelwärterhaus vor dem Nordportal

### Früher
Der Deiseler Tunnel ist nach dem Trendelburger Ortsteil Deisel benannt, der dem Tunnel am anderen Flussufer gegenüberliegt. Er wurde von 1846 bis 1847 erbaut: Der Stampfbeton-Baubeginn fand am 23. April 1846 statt, ab August 1846 wurde das Gewölbe ausgemauert, und am 1. Juni 1847 war der Tunnel fertiggestellt; dagegen ist auf der Gedenktafel des Erbauers als Bauzeitraum Februar 1846 bis Juni 1847 zu lesen. Erbauer war die Baufirma Conrad Siebrecht aus Kassel. Die Schwierigkeit beim Bau des Tunnels bestand im Ausbruch des harten Gesteins. Andererseits war dadurch eine Unterfangung und Aussteifung des Gebirges vor der Ausmauerung nicht nötig, die mit Ziegeln erfolgte. Die Widerlager bestehen aus Sandstein. Der Tunnel krümmt sich leicht in westliche Richtung. Das Nordportal ist aus Backstein gemauert und beidseitig mit je einem Pilaster, einem Fries und einer krönenden Brüstung dekoriert. Das Südportal ist mit Sandstein verblendet.
Weiter erhalten ist das zugehörige, nördlich des Tunnels gelegene Tunnelwärterhaus, ein Typenbau von 1849. Zusammen mit der Carlsbahn wurde die Anlage 1848 in Betrieb genommen und 1986 als Eisenbahntunnel stillgelegt.

## Literatur

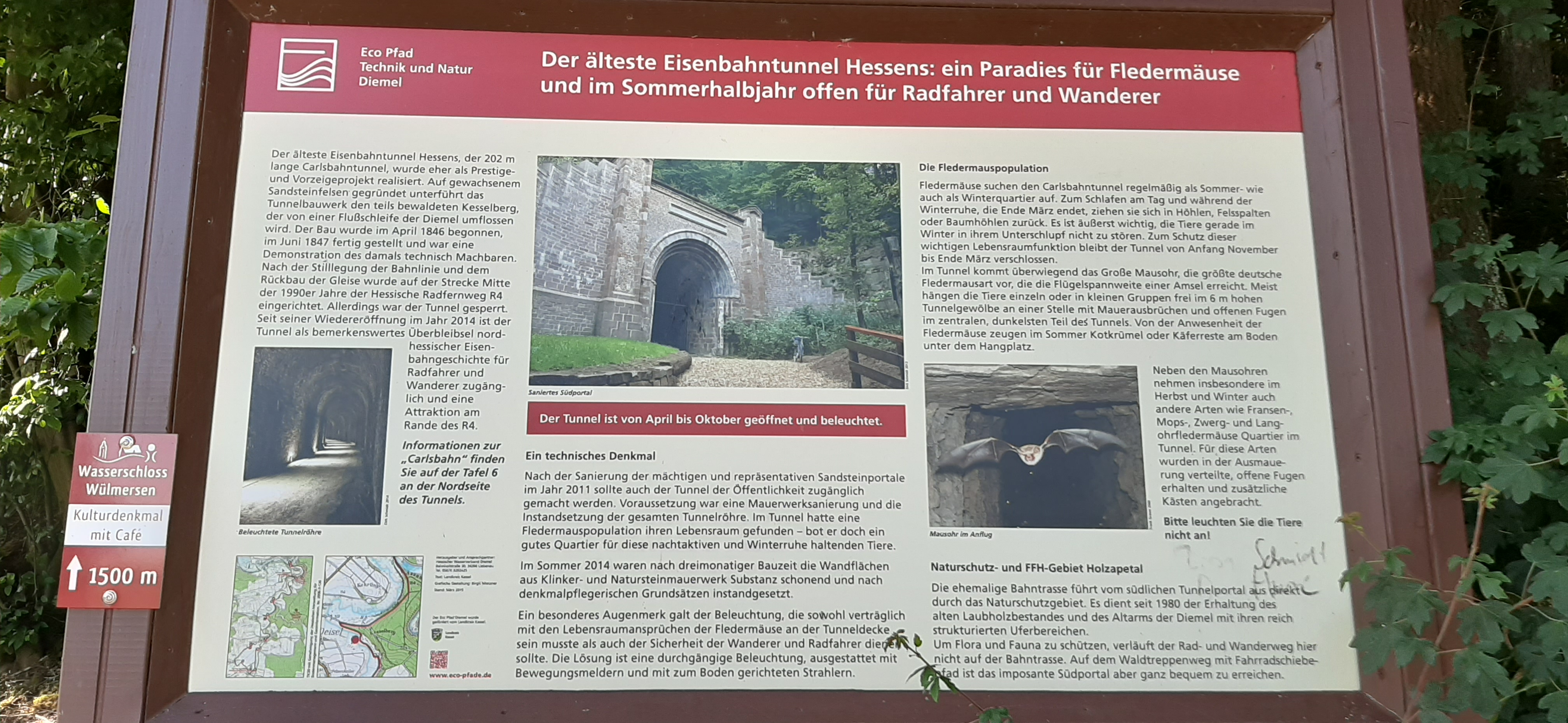
Informationstafel am südlichen Tunneleingang

### Gegenwart
2005 begannen Planungen, künftig in der warmen Jahreszeit durch den Deiseler Tunnel Rad- und Wanderwege zu führen. Damals verliefen die Radwege Hessischer Radfernweg R4 und Diemelradweg sowie der Wanderwege Märchenlandweg und Eco Pfad Diemel noch auf rund 1,8 km Länge am Westfuß des Brautsteins westlich um den Kesselberg herum und somit am Tunnel vorbei. Von der gemeinsamen Rad- und Wanderwegtrasse verliefen jeweils zum Süd- und Nordportal des Tunnels Stichwege, so dass Radfahrer und Fußgänger den Tunnel nur erreichen, aber nicht durchfahren/-gehen konnten; der Stichweg zum Südportal wurde am 4. September 2013 eröffnet, jener zum Nordportal mit dortiger Informationstafel des Eco Pfad Diemel bereits im Jahr 2010. Während der Nordteil des Tunnels vorerst nur auf rund 20 m Länge betreten werden konnte, war der gesamte Rest abgesperrt.
Von 2010 bis 2012 wurde der Tunnel teilweise denkmalpflegerisch und im Jahr 2011 die Portale saniert. Es war ursprünglich geplant, ihn nach Abschluss weiterer Sanierungs- und Umbauarbeiten als Radwander- und Wanderwegtunnel etwa Ende August 2014 freizugeben, was dann aber erst am 12. September 2014 geschah. Wegen des Westteils des Naturschutzgebiets Holzapetal vor dem Südportal muss der einstige Bahndamm dort auf einigen Hundert Metern Länge weiterhin umfahren/-gangen werden.
Alljährlich wird der Tunnel vom 1. November bis 31. März geschlossen, weil er dann als Winterschlafmöglichkeit für Fledermäuse dient.